# Ciekawy przypadek Benjamina Buttona (film)
Ciekawy przypadek Benjamina Buttona (ang. The Curious Case of Benjamin Button) – amerykański melodramat z elementami fantastyki w reżyserii Davida Finchera z głównymi rolami Brada Pitta, Cate Blanchett i Tildy Swinton. Adaptacja opowiadania autorstwa Francisa Scotta Fitzgeralda z 1922 roku opublikowanego pod tym samym tytułem.

## Fabuła
Nowy Orlean, rok 1918 – koniec I wojny światowej. Na świat przychodzi Benjamin Button (Brad Pitt), lecz jego narodziny są czymś niezwykłym. Rodzi się jako osiemdziesięcioletni staruszek i stopniowo młodnieje. Jego ojciec, przerażony brzydotą dziecka, porzuca go na progu domu dla starców; tam Benjamin wychowuje się pod opieką troskliwej Queenie (Taraji P. Henson). Tutaj też poznaje swoją miłość – wnuczkę jednej z pensjonariuszek – Daisy (Cate Blanchett). Przez kolejne lata Benjamin zamiast starzeć się staje się coraz młodszy. Film opowiada historie o ludziach i o miejscach, o odnalezionych i utraconych miłościach, o radości życia i smutku śmierci, lecz również o tym, czego czas nie może zmienić.

## Obsada
- Brad Pitt jako Benjamin Button
- Cate Blanchett jako Daisy Fuller
- Taraji P. Henson jako Queenie
- Julia Ormond jako Caroline Fuller
- Jason Flemyng jako Thomas Button
- Mahershala Ali jako Tizzy
- Jared Harris jako kapitan Mike
- Elias Koteas jako Monsieur Gateau
- Phyllis Somerville jako babcia Fuller
- Tilda Swinton jako Elizabeth Abbott
- Elle Fanning jako Daisy (lat 7)
- Madisen Beaty jako Daisy (lat 10)
- Chandler Canterbury jako Benjamin Button (lat 8)

## Nagrody
- Oscary 2008
  - najlepsza scenografia – Donald Graham Burt i Victor J. Zolfo
  - najlepsza charakteryzacja – Greg Cannom
  - najlepsze efekty specjalne – Eric Barba, Steve Preeg, Burt Dalton i Craig Barron
  - nominacja: najlepszy film – Ceán Chaffin, Kathleen Kennedy i Frank Marshall
  - nominacja: najlepszy aktor pierwszoplanowy – Brad Pitt
  - nominacja: najlepsza aktorka drugolanowa – Taraji P. Henson
  - nominacja: najlepszy reżyser – David Fincher
  - nominacja: najlepszy scenariusz adaptowany – Eric Roth
  - nominacja: najlepsze zdjęcia – Claudio Miranda
  - nominacja: najlepsza muzyka – Alexandre Desplat
  - nominacja: najlepszy montaż – Angus Wall i Kirk Baxter
  - nominacja: najlepsze kostiumy – Jacqueline West
  - nominacja: najlepszy dźwięk – David Parker, Michael Semanick, Ren Klyce i Mark Weingarten
- Nagrody BAFTA 2008
  - najlepsza scenografia – Donald Graham Burt i Victor J. Zolfo
  - najlepsza charakteryzacja – Jean Ann Black i Colleen Callaghan
  - najlepsze efekty specjalne – Eric Barba, Steve Preeg, Burt Dalton i Craig Barron
  - nominacja: najlepszy film – Ceán Chaffin, Kathleen Kennedy i Frank Marshall
  - nominacja: najlepsze zdjęcia – Claudio Miranda
  - nominacja: najlepsze kostiumy – Jacqueline West
  - nominacja: najlepszy reżyser – David Fincher
  - nominacja: najlepszy montaż – Angus Wall i Kirk Baxter
  - nominacja: najlepszy aktor pierwszoplanowy – Brad Pitt
  - nominacja: najlepsza muzyka – Alexandre Desplat
  - nominacja: najlepszy scenariusz adaptowany – Eric Roth
- Złote Globy 2008
  - nominacja: najlepszy film dramatyczny
  - nominacja: najlepszy reżyser – David Fincher
  - nominacja: najlepszy aktor w filmie dramatycznym – Brad Pitt
  - nominacja: najlepsza muzyka – Alexandre Desplat
  - nominacja: najlepszy scenariusz – Eric Roth i Robin Swicord
- Nagroda Satelita 2008
  - nominacja: najlepsza scenografia – Donald Graham Burt i Tom Reta
  - nominacja: najlepsze zdjęcia – Claudio Miranda
  - nominacja: najlepsze kostiumy – Jacqueline West
  - nominacja: najlepszy scenariusz adaptowany – Eric Roth i Robin Swicord
- Nagroda Gildii Aktorów Filmowych 2008
  - nominacja: najlepsza obsada filmowa
  - nominacja: najlepsza aktorka drugoplanowa – Taraji P. Henson
  - nominacja: najlepszy aktor pierwszoplanowy – Brad Pitt